# Technoseksueel
Een technoseksueel is een nader gedefinieerde metroseksueel.
Deze uitgesproken metroseksuele man besteedt niet alleen aandacht aan kleding en uiterlijke verzorging, maar ook aan de gadgets die hij bij zich draagt. Voorbeelden zijn een bluetooth-headset voor zijn mobiele telefoon en de populaire iPhone en Apple Watch. De vormgeving van deze gadgets is voor deze "technoseksueel" van groot belang. Het leven van technoseksuelen speelt zich voor een groot deel online af. Zij vergaren door hun manier van leven vaak ook veel informatie en doen veel aan multitasken. 